# Lepidodactylus intermedius
Lepidodactylus intermedius — вид геконоподібних ящірок родини геконових (Gekkonidae). Ендемік Індонезії.

## Поширення і екологія
Lepidodactylus intermedius мешкають на островах Комодо, Рінча і Алор в групі Малих Зондських островів, можливо, також на Флоресі та на інших островах. Вони живуть у вологих тропічних лісах та в садах.